# Palais-Royal

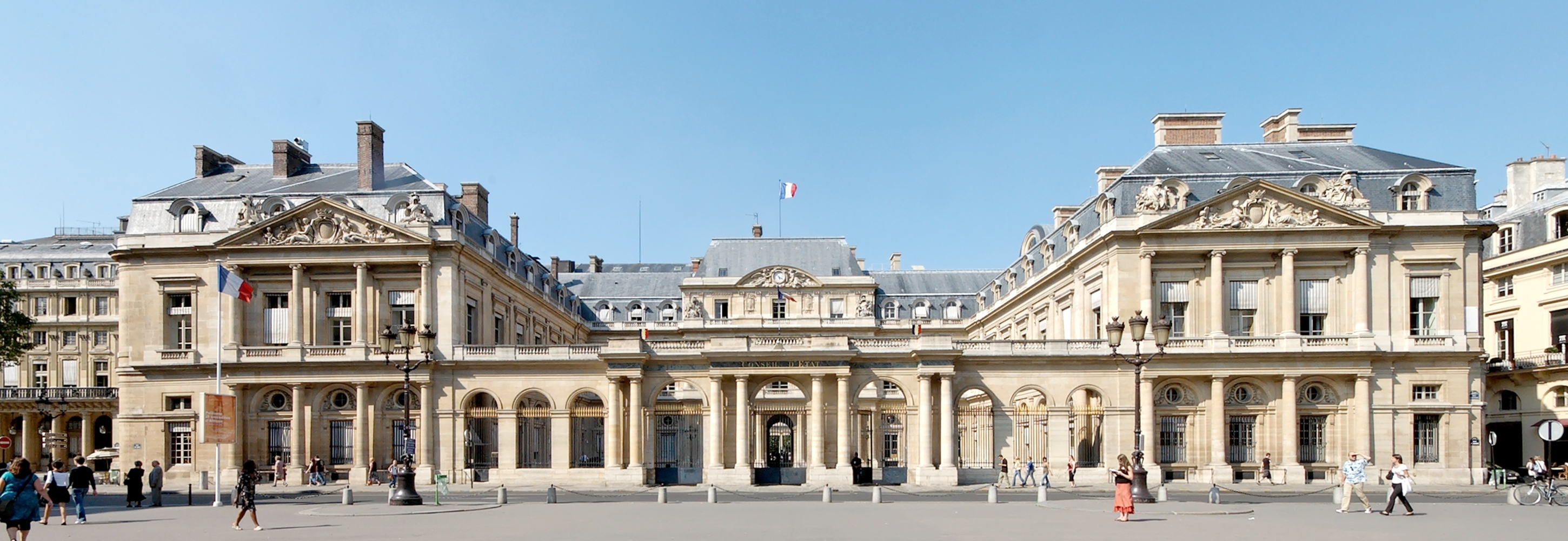
Palais-Royal

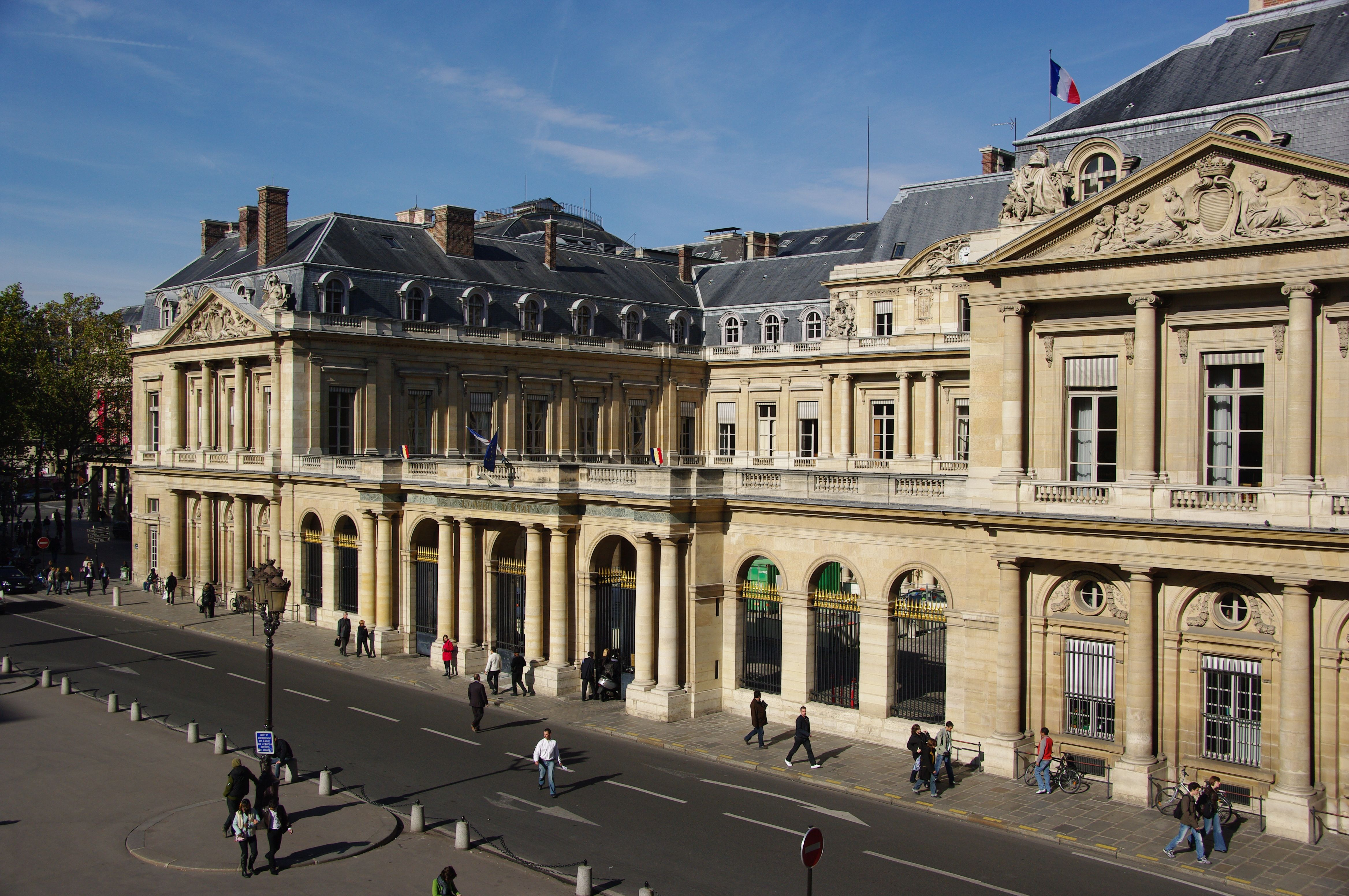
Palais-Royal

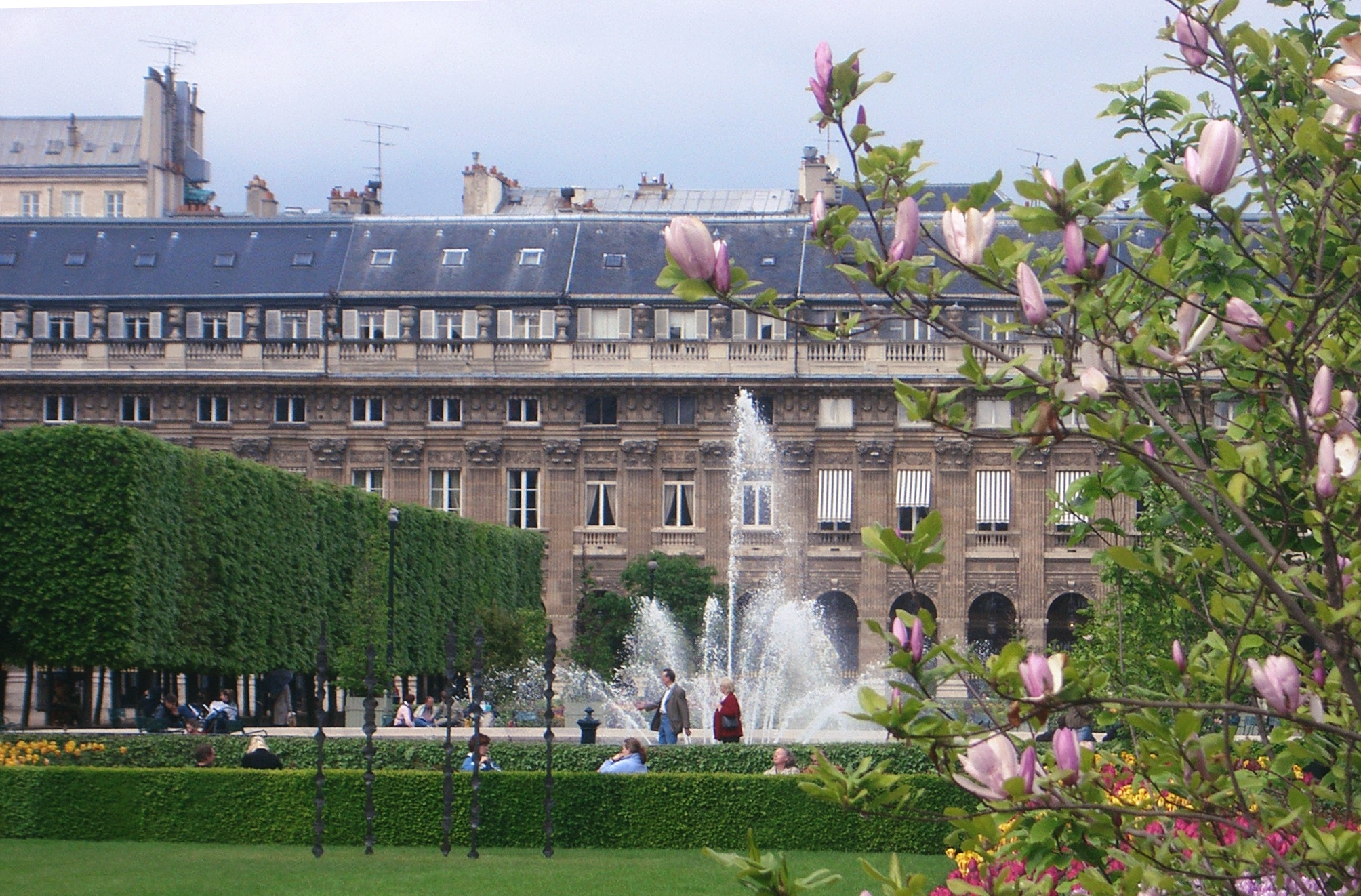
Palais Royal trädgård

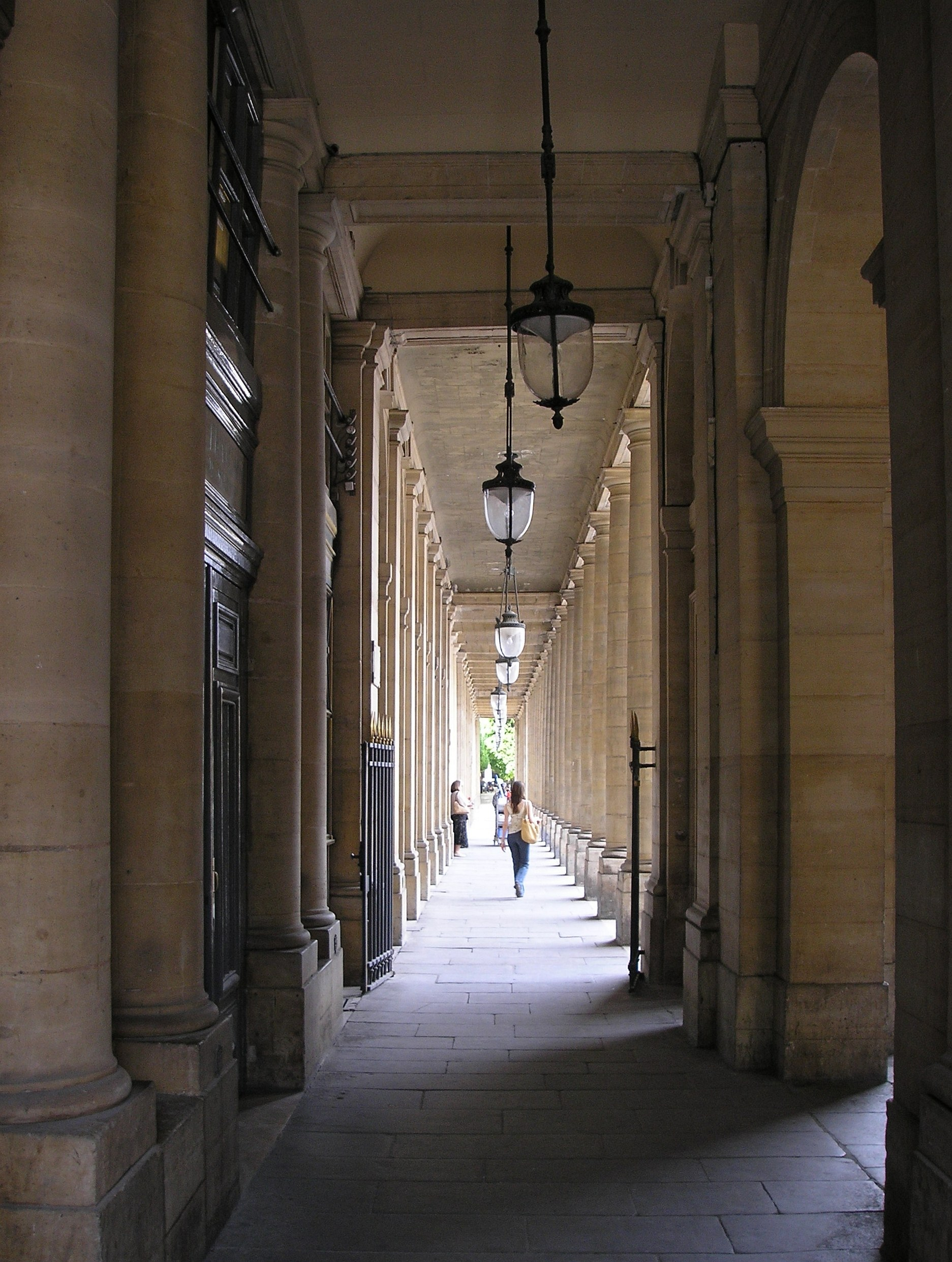
Innergården till Palais Royal

Palais-Royal (tidigare Palais-Cardinal) är ett palats som är beläget i Paris första arrondissement. Till slottet hör parken Jardin de Palais-Royal. Byggnaden är idag säte för Conseil d'État och franska kulturministeriet. Det utgjorde under en stor del av sin historia officiellt residens för en sidogren till det franska kungahuset, Huset Orléans, och var också länge känt som nöjescentrum i Paris.  

## Historia
Palais-Royal ritades av arkitekten Jacques Lemercier på uppdrag av kardinal Armand-Jean du Plessis Richelieu 1629, och stod klart 1639. Under Richelieus livstid var byggnaden känd som Palais-Cardinal; efter Richelieus död 1642 övergick palatset i den franska kronans ägo och bytte namn till det nuvarande. Mellan 1642 och 1651 var det sedan residens för hovet under Anna av Österrikes regeringstid. Englands landsflyktiga drottning, Henrietta Maria av Frankrike, fick bo här sedan hon flytt undan det engelska inbördeskriget. Efter att hennes dotter Henrietta av England år 1661 hade gift sig med Ludvig XIV:s bror, hertig Filip I av Orléans, blev Palais Royal officiellt residens för det franska kungahusets sidogren, Huset Orléans. Formellt sett överläts det dock av kronan först 1692. Byggnaden kom också att inhysa den berömda orléanska tavelsamlingen, som även ställdes ut för allmänheten. Palatset rymde också en teater.     
Palais Royal blev senare Frankrikes regeringsbyggnad när Filip II av Orléans fungerade som landets regent under Ludvig XV:s minderårighet från 1715 till 1722. Det hade då redan blivit centrum för aristokratins nöjesliv, sedan Madame de Maintenon hade infört en dämpande effekt på nöjeslivet i Versailles. Baler och mottagningar för allmänheten hölls under denna tid i byggnaden. Sedan hovet hade flyttat tillbaka till Versailles 1722 övergavs Palais Royal i stort sett av familjen Orléans, som föredrog sitt andra residens, Saint-Cloud. Parken öppnades efter 1723 för allmänheten mot viss klädkod, och eftersom den som tillhörig kungahuset stod utanför polisens myndighet, blev den en plats för olagliga aktiviteter. Byggnaden användes som residens av den fjärde hertigens separerade hustru, Louise Henriette av Bourbon under 1750-talet, och var då en plats för hennes sexuella skandaler.  
Palais Royal användes återigen som bostad av den femte hertigen av Orléans, Ludvig Filip, som bodde där permanent från 1780. Han lät 1784 göra om de nedre våningarna runt den allmänna parken till gallerier med frisersalonger, butiker och kaféer, och Palais Royal blev ett av de populärast nöjesområdena i Paris och omtalat som en plats för politiska debatter och utsvävningar. Under franska revolutionen kallades Ludvig Filip Philippe l'Egalite och palatset för Palais l'Egalite efter honom. 
Efter hans död 1794 konfiskerades det av staten och kallades Palais du Tribunat. Under sina år i statens ägo delades det in i olika hyreslokaler. Palais Royal återbördades till familjen Orléans arvinge Ludvig Filip 1814 , som använde det till bostad fram till 1828. Det stod sedan tomt fram till Napoleon III:s regeringstid, då det var bostad för Jerome Bonaparte och sedan Napoléon Joseph Charles Paul Bonaparte. Under Pariskommunen 1871 gavs order om att det skulle brännas ned, men elden tog inte fart utan kunde lätt släckas. Palais Royal inrymde från 1900 den franska kolonialmyndigheten och har sedan 1959 inhyst det franska kulturministeriet.

## Kommunikationer
I närheten av Palais Royal ligger metrostation Palais Royal – Musée du Louvre.

## Galleri

Palais-Royal, Paris